# Klunderveen
Klunderveen is een streek en buurtschap in de gemeente Noordenveld, in de Nederlandse provincie Drenthe.  De streek zelf wordt ook wel geduid als Het Klundersveen.
De streek is gelegen tussen Peize en het Peizerdiep ten noorden van Altena. De eerste ontgingen in het gebied vonden plaats in de 12e eeuw maar echt bewoond raakte het niet. In de 19e eeuw ontstond er langzaam gemeenschappelijke bewoning en is er sprake van een buurtschap. Ondanks dat het nog steeds een streekbuurtschap is wordt het niet altijd meer als een buurtschap gezien en meer als het westelijk buitengebied van Peize.
Hoofdplaats: Roden

Overige plaatsen: Allardsoog (deels) · Altena · Alteveer · Amerika · Boerlaan · Een · Een-West · De Streek · Foxwolde · Huis ter Heide · Klunderveen · Langelo · Lieveren · Leutingewolde · Matsloot · Nietap · Nieuw-Roden · Norg · Norgervaart (deels) · Oostindië (deels) · Peest · Peize · Peizermade · Peizerwold · De Pol · Roderesch · Roderwolde · Sandebuur · Steenbergen · Terheijl · Veenhuizen · Westervelde · Zuidvelde

Drenthe: Steden en dorpen      Nederland: Provincies · Gemeenten